# Fake Happy
Fake Happy è un singolo del gruppo musicale statunitense Paramore, il terzo estratto dal loro quinto album in studio After Laughter, pubblicato il 2 giugno 2017.

## Descrizione
Inizialmente reso disponibile per il download e lo streaming nei principali portali musicali online, il brano ha fatto il suo debutto nelle radio statunitensi il 29 agosto 2017. Ha come tema portante l'aver paura di esprimere le proprie paure e ansie, e il conseguente "fingersi felici" quando invece si è depressi.

## Video musicale
Il video ufficiale del brano, diretto dal batterista dei Paramore Zac Farro e prodotto da Lia Mayer-Sommer, è stato pubblicato il 17 novembre 2017 e vede la partecipazione della sola Hayley Williams.

## Tracce
Testi e musiche di Hayley Williams e Taylor York.
1. Fake Happy (Edit) – 3:16

## Classifiche
| Classifica (2017)         | Posizione massima |
| ------------------------- | ----------------- |
| Stati Uniti (alternative) | 37                |
| Stati Uniti (rock)        | 33                |